# (72613) 2001 FK20
(72613) 2001 FK20 – planetoida z pasa głównego asteroid okrążająca Słońce w ciągu 4,61 lat w średniej odległości 2,77 j.a. Odkryta 19 marca 2001 roku.